# Nematolampas
Nematolampas Berry, 1913 è un genere di molluschi cefalopodi appartenente alla famiglia Lycoteuthidae.

## Descrizione
In Lycoteuthis le pinne sono ampie e di forma romboidale, l'estremità posteriore del mantello non si prolunga in una coda. Le ventose sulle braccia sono disposte in due serie. Non sono presenti uncini sulle ventose. La caratteristica più evidente del genere è il terzo paio di braccia allungatissimo e molto sottile nei maschi, più lungo del mantello e privo di ventose nella parte finale. Il secondo paio di braccia è normale. Sulla parte ventrale del globo oculare vi sono 5 fotofori disposti in fila. Sono presenti numerosi fotofori nel sacco dei visceri; due fotofori sottocutanei sono presenti sullo stelo del tentacolo e due vicino all'estremità posteriore del mantello. Lungo il terzo paio di braccia sono presenti dei fotofori sottocutanei in fila. L'ectocotile è assente è presente un pene.
In N. regalis il mantello raggiunge al massimo i 30 mm.

## Distribuzione e habitat
N. regalis è noto solo per le isole Kermadec mentre N. venezuelensis è noto per le acque venezuelane dell'oceano Atlantico settentrionale. 
I quattro esemplari noti di N. venezuelensis sono stati catturati vicino al fondale a 298–385 metri di profondità, di notte.

## Biologia
Ignota. Ambedue le specie sono note solo per pochi esemplari.

## Pesca
Inesistente.

## Tassonomia
Il genere comprende 2 specie::
- Nematolampas regalis  Berry, 1913
- Nematolampas venezuelensis Arocha, 2003